# Merionoeda andrewesi
Merionoeda andrewesi là một loài bọ cánh cứng trong họ Cerambycidae.